# (15228) Ronmiller
(15228) Ronmiller es un asteroide que forma parte del Cinturón de asteroides, descubierto el 23 de febrero de 1987 por Carolyn Shoemaker y por su esposo que también era astrónomo Eugene Shoemaker desde el Observatorio del Monte Palomar, Estados Unidos.

## Designación y nombre
Designado provisionalmente como 1987 DG. Fue nombrado por Ron Miller (nacido en 1955) quien es un forestal de la Oficina de Asuntos Indígenas. Mantiene las áreas boscosas y los recursos culturales de los nativos americanos. Dirige trineos tirados por perros en Alaska, Colorado y Arizona y es profesor y mentor de quienes se inician en el deporte de los trineos tirados por perros.

## Características orbitales
Ronmiller está situado a una distancia media del Sol de 2,156 ua, pudiendo alejarse hasta 2,453 ua y acercarse hasta 1,859 ua. Su excentricidad es 0,138 y la inclinación orbital 2,764 grados. Emplea 1156,47 días en completar una órbita alrededor del Sol.

## Características físicas
La magnitud absoluta de Ronmiller es 14,97. Tiene 2,410 km de diámetro y su albedo se estima en 0,440.